# Rhyacionia washiyai
Rhyacionia washiyai is een vlinder uit de familie van de bladrollers (Tortricidae). De wetenschappelijke naam van de soort is voor het eerst geldig gepubliceerd in 1940 door Kono & Sawamoto.